# Franco Beltrametti
(Antonio Porta, "Poesia degli anni Settanta", Feltrinelli, 1979)
Franco Beltrametti (Locarno, 7 ottobre 1937 – 26 agosto 1995) è stato un poeta e scrittore svizzero, considerato tra i maggiori autori svizzeri della Beat Generation..

## Biografia
Nel 1958 si iscrive ad architettura presso il Politecnico di Zurigo, incontrando Alberto Giacometti, Richard Neutra, Alvar Aalto e frequentando la cerchia post-dada di Giovanni Blumer, Serge Stautfer, Urban Gwerder, Leo Zanier e Oliviero Toscani. Inizia in quel periodo una lunga serie di viaggi per il mondo. Nel 1960 è a Parigi e lavora per gli architetti Candilis e Woods. Nel 1961 è a Londra e collabora con Peter Smithson. Si laurea in architettura a Zurigo nel 1963. Si dirige subito dopo verso la Grecia. Poi soggiorna brevemente a Roma. Dopo un periodo zurighese parte per il Giappone con la Transiberiana. Vive a Tokyo dove l'accoglie Minoru Shimoda. Poi dal 1965 al 1967 è a Kyoto dove si lega ai poeti beat Gary Snyder, Philip Whalen e Cid Corman che, con Nanao Sakaki, pubblicano poesia in riviste underground giapponesi e americane. In quel periodo Beltrametti inizia a scrivere poesie.
Insegna ad Ōsaka all'International Design Institute e studia alla Kyoto University la cultura tradizionale giapponese. Viene raggiunto da Judy Danciger, con cui ha nel 1966 il figlio Giona. Nel 1967 attraversa il Pacifico con un cargo per insegnare architectural design al Cal Poly di San Luis Obispo, California. Frequenta Albert Saijo, Alan Watts, Robert Creeley, Allen Ginsberg, Lawrence Ferlinghetti, Richard Brautigan e Richard Baker Roshi. Nel 1968 torna in Europa deciso a tenere tutto il tempo a disposizione per scrivere.
Vive per un anno in Sicilia, a Partanna, tra i terremotati del Belice. Si trasferisce poi a Venezia, ed in Italia stringe amicizie strette con Giulia Niccolai, Adriano Spatola, Lalla Romano (parlerà di lui nel suo romanzo In vacanza col buon samaritano definendolo "uno zen"), Fernanda Pivano. Nel 1971 si stabilisce a Riva San Vitale, all'estremo sud del lago di Lugano, e collabora alla pubblicazione della rivista underground Paria (rivista). Nel 1976 dopo un grave incidente d'auto in Lussemburgo abbandona definitivamente la professione d'architetto, peraltro svolto molto saltuariamente, per vivere della sua arte.
Nel 1977 tournée europea di letture con James Koller. Nel 1978 riprende l'andirivieni tra Europa e Stati Uniti, San Francisco, Bolinas, New York City. Partecipa a One World Poetry ad Amsterdam. Nel 1982 è al festival "Di versi in versi" di Daniela Rossi (Parma). Nel 1983 a "Milano.poesia". Nel 1985 fonda Mini, "la rivista più piccola del mondo". Nel 1986 espone a Kyoto alla Gallery Gallery. Nel 1987, per la "Festa della poesia" di Riva San Vitale costruisce il Teepee/poesia, una lanterna magica. Dal 1988 al 1990 frequenti soggiorni da Daniela Ronconi (vedova di Demetrio Stratos), negli Appennini parmensi. Nel 1990 espone da Artco ad Ajaccio. Nel 1992 espone con Tom Raworth da Avida Dollars a Milano. Nel 1993 espone alla Galerie 22 di Marsiglia e a Bellinzona espone Choses da Attila, la galleria Di Nando Snozzi al Vallone. Nel 1994 lavora a Locarno.
Muore in piena attività il 26 agosto 1995. Il suo lascito, composto da manoscritti, corrispondenza e documentazione di vario genere, è custodito a Berna, presso l'Archivio svizzero di letteratura.

## Opere

### Italia

#### Poesia
- 1970 Uno di quella gente condor (Geiger/Torino)
- 1971 Un altro terremoto (Geiger/Torino)
- 1976 in transito (Geiger/Torino)
- 1986 19 permutazioni (Edizioni Inedite/Milano)
- 1990 "Tutto questo" (Supernova/Venezia)
- 1995 Choses qui voyagent (Mazzotta/Milano)
- 2018 Il viaggio continua, a cura di Anna Ruchat (L'orma editore/Roma), ISBN 978-88-997-9329-6

#### Narrativa
- 1971 Nadamas (Geiger/Torino)

#### Saggi
- 1969 Belice: lo stato fuorilegge (Feltrinelli/Milano)

### Resto del Mondo
- 1973 Face to Face (Grosseteste, UK)
- 1974 One of Those Condor People (Blackberry Series, USA)
- 1975 Note sul condor (Caos Press, CH)
- 1976 Another Earthquake (Red Hill, USA)
- 1979 Airmail Postcards (Vehicle Editions, USA)
- 1980 Sperlonga Manhattan Express (Scorribanda Productions, CH)
- 1981 Target (Grosseteste, UK )
- 1982 Red Sea (Coyote's Journal, USA)
- 1987 Surprise (Coyote's Journal, USA)
- 1994 Regina di (L'impressione edizioni, CH)
- 1991 13 portraits de trobaïritz (Akenaton, France)
- 2002 California Totem (Stadlichter Presse, Germany)

## LP & CD
- 1995 The Condor, con Steve Lacy (Soul Note, Italy)

## Collaborazioni cartacee
Collabora a moltissime riviste indipendenti ed underground nel mondo 
tra cui Tam-Tam (poesia/Italia), Montagna Rossa (poesia/CH), Paria (rivista) (psichedelia/CH), Cervo Volante (poesia/Italia), Coyote's Journal (poesia/USA).